# Leatherman
Leatherman es una marca bajo la que se comercializan herramientas multiusos y cuchillos hechos por Leatherman Tool Group, empresa con sede en Portland, Oregón, EE.UU. La empresa fue fundada en julio de 1983 por Timothy S. Leatherman y Steve Berliner con el fin de comercializar su idea de una herramienta de mano portátil equipada con múltiples funciones. Ese mismo año Leatherman vendió la primera multiherramienta, que fue llamada PST (Herramienta de supervivencia de bolsillo). La compañía lleva en el negocio más de 30 años y está dirigiendo sus esfuerzos en entrar a mercados especializados, como las aplicaciones médicas, militares y de emergencia, además de investigar en la creación de nuevas versiones de sus herramientas comercializadas. El modelo más vendido de la compañía es hasta ahora el Leatherman Wave.

## Galería de imágenes

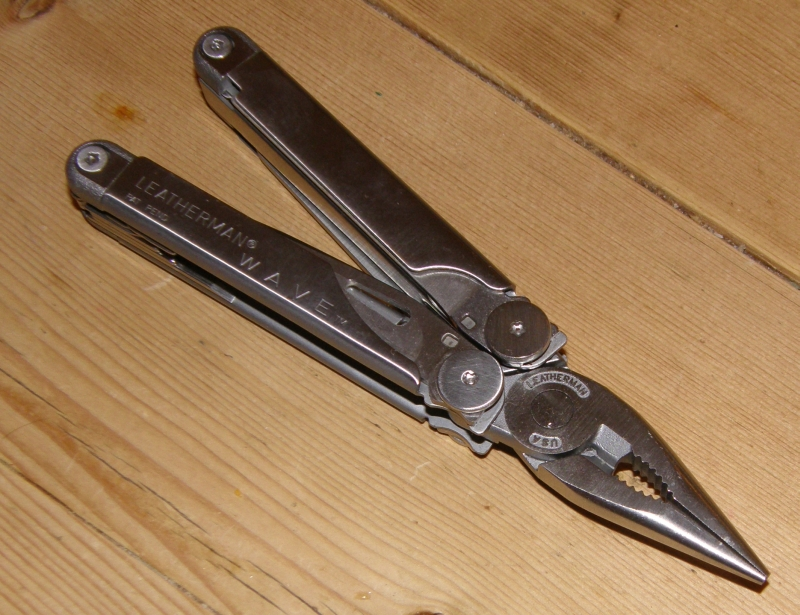
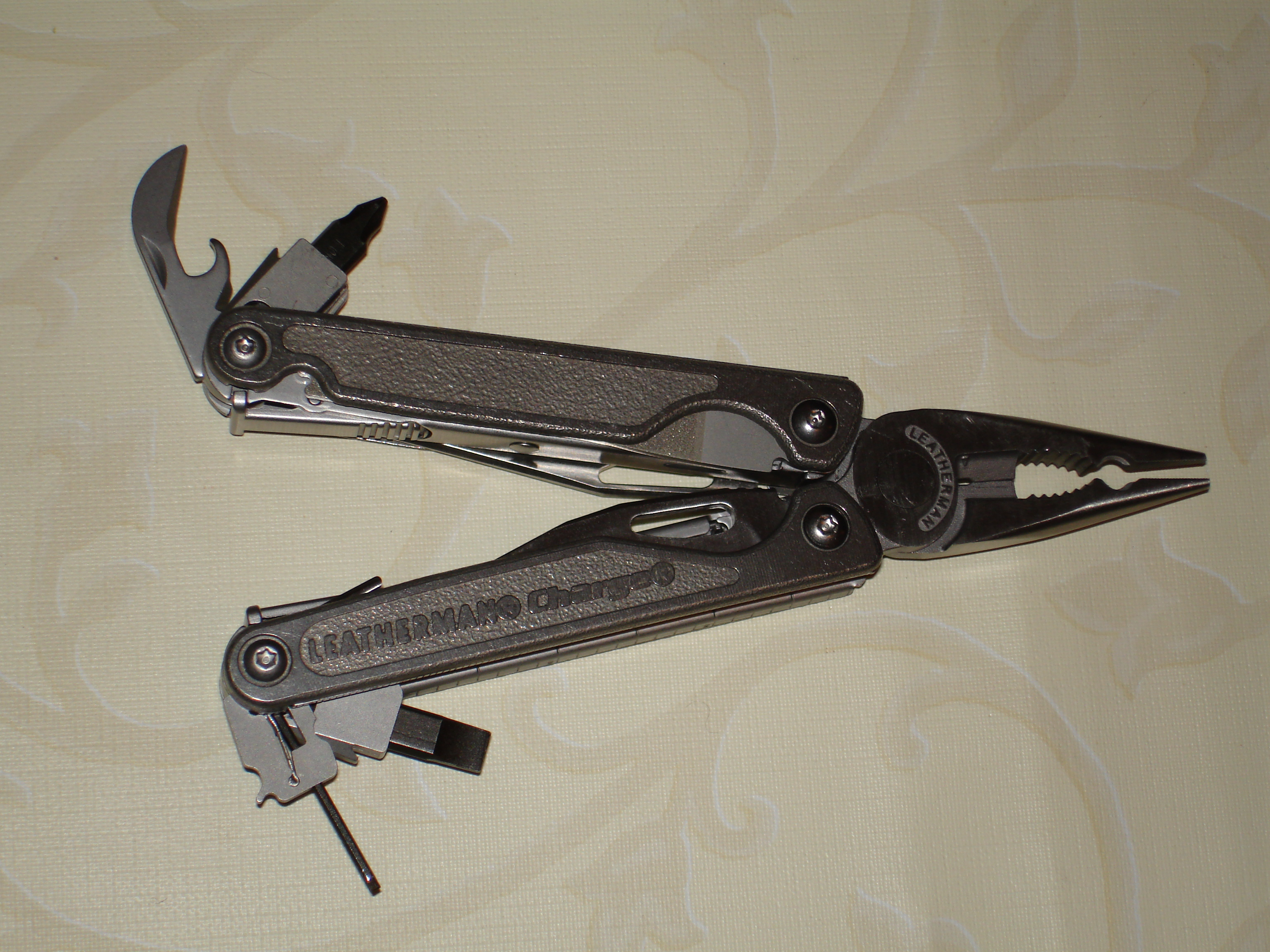
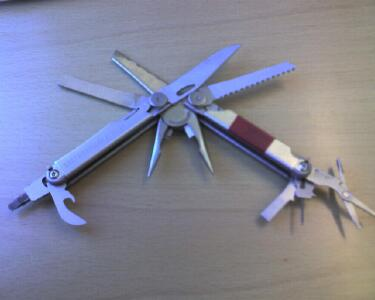
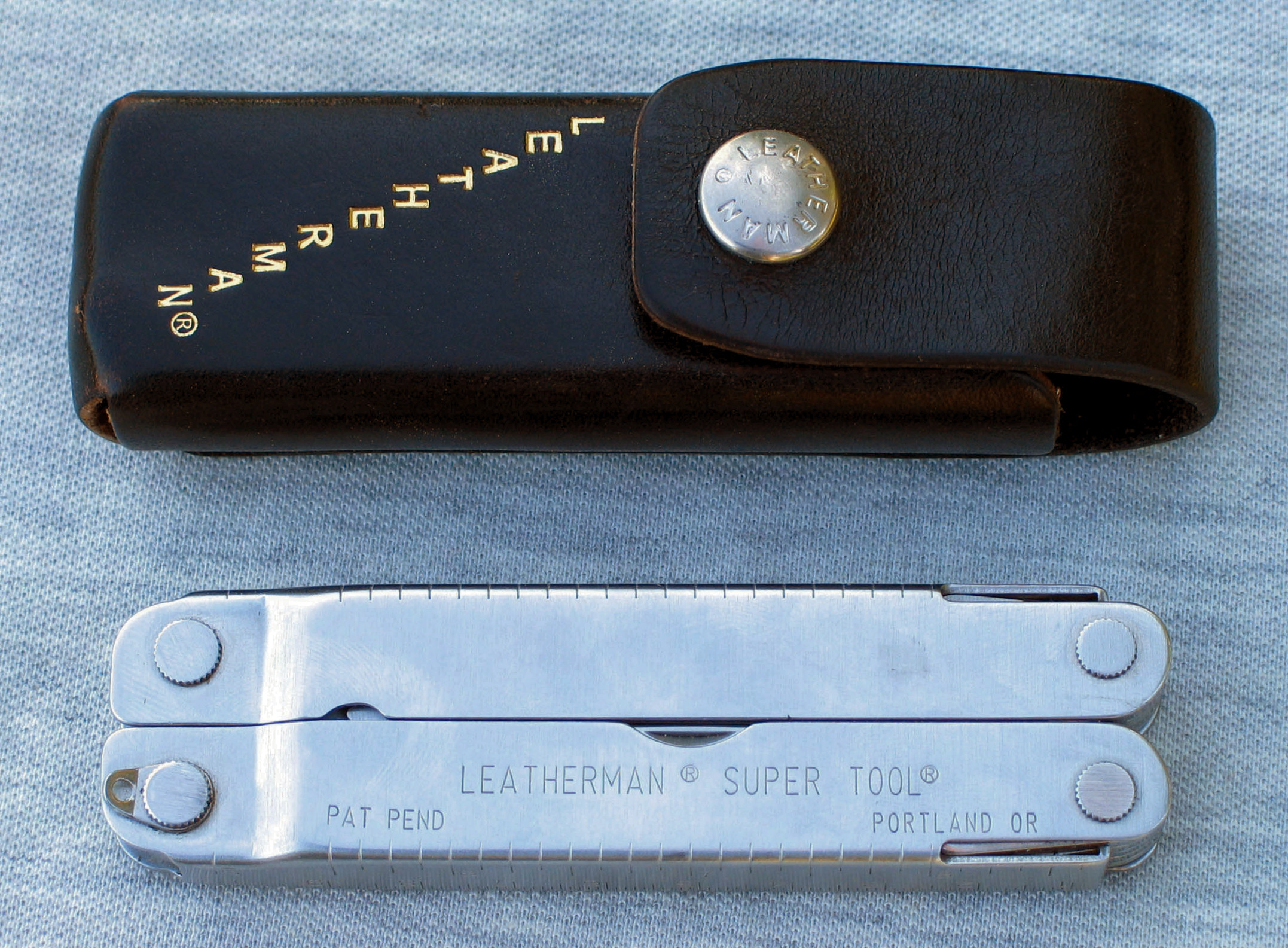
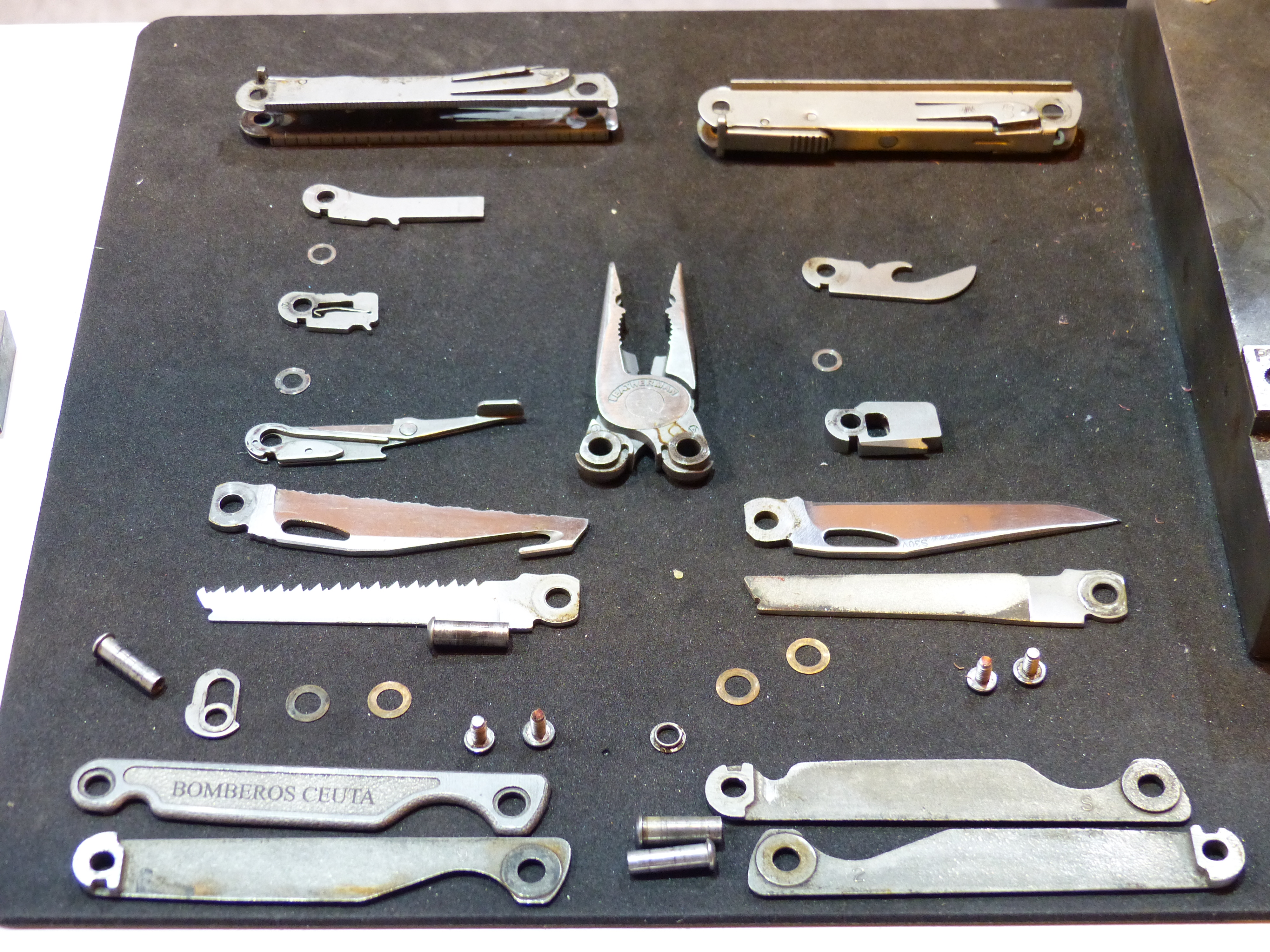
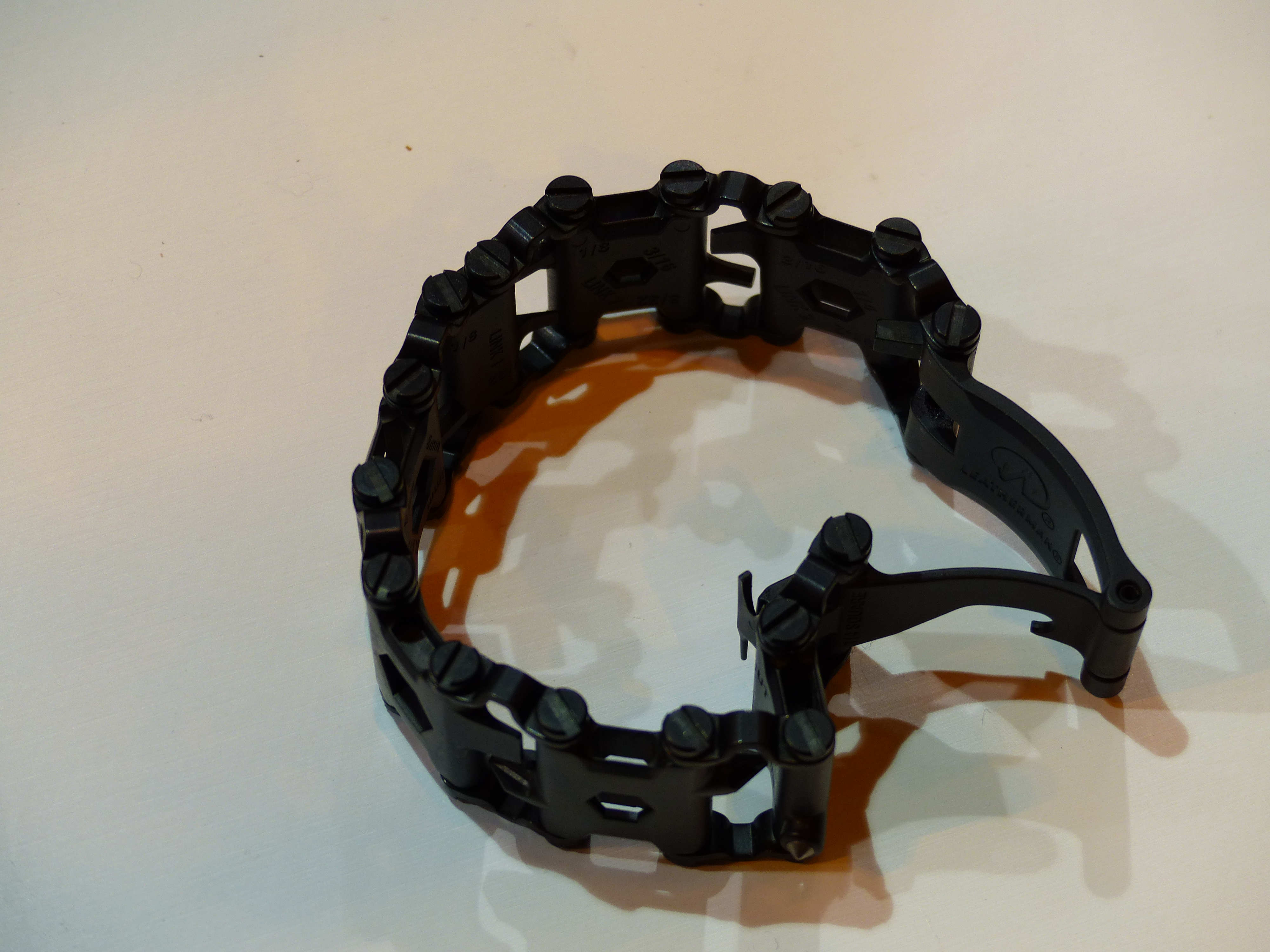